# Лупан Леонід Сильвестрович
Леонід Сильвестрович Лупан (25 жовтня 1915, Нестерівці — 16 січня 1944) — український письменник.

## Дитячі роки
Леонід Лупан народився в сім'ї залізничника Сильвестра Лупана і вчительки Ніни Лупан (до шлюбу Ватолінська). У 1917-му батько зник безвісти. Згодом мати одружилася з учителем Іваном Піщанюком й мала з ним ще двох дітей — Галину і Юрія. Закінчивши початкову школу в Нестерівцях, 1927 року Леонід став учнем Дунаєвецької семирічки. Вчився добре. 1930 року вступив до Кам'янець-Подільського педагогічного технікуму і закінчив його у 1933-му. Як відмінника навчання, Лупана рекомендують до вступу на філологічний факультет Київського державного університету.

## Студент Київського університету
22 вересня 1933 року приїхав до Києва. На іспитах познайомився з багатьма абітурієнтами. «Навіть з Зеровим знайомий. Хвалив Зерів мої літературні здібності», — записав 29 вересня 1933 р. Цього ж дня дізнався, що його, Лупана, зарахували до університету. Скільки ж то радості було, скільки надій, творчих планів.
Умови побуту студентів голодного 1933 року були скрутні. Це ілюструє щоденник Леоніда: «1.Х. Мене обікрали — лишився зимувати в туфлях»; «Стипендії не визначили. Голодаю. 3 дому нема нічого. Потрохи спродуюсь..»; «Од вчорашнього ранку і рисочки в роті не мав, прямо хоч вмирай».
Але хоч як було важко, він повністю поринув у студентське життя, активно писав. «Друзі по літературних зібраннях вважали, що за кількістю творів, їх тематикою, а головне, за рівнем майстерності Лупан здатний на повноцінну поетичну книгу. Але він не поспішав друкувати свою першу збірку, продовжував старанно працювати над кожним віршем, над кожним рядком, над словом кожним. Не поспішав, а шкода… Книга так і не побачила світ».

## Репресії
1937 року почалася нова хвиля репресій. Під час допиту хтось із заарештованих вказав на Леоніда як на активного учасника літературного процесу, члена "контрреволюційної націоналістичної організації. 17 жовтня 1937 року була підписана постанова про вибір міри запобіжного заходу… «Лупан Л. С., студент V курсу, є учасником української контрреволюційної націоналістичної організації, яка стоїть на терористичних позиціях. Його перебування на волі може відбитися на ході ведення слідства»… 19 жовтня військовий прокурор Київського військового округу Бурцев дав санкцію на арешт. У ніч на 20 жовтня, за п'ять днів до двадцятидворіччя, Леоніда заарештували. У гуртожитку по вулиці Тарасівській № 5, де проживав, був зроблений обшук, вилучені документи, альбом фотокарток, щоденник за 1937 рік, листи, книги і журнали, підготовлена до друку збірка, скромні побутові речі, одяг, вишита сорочка… Вишита сорочка була віднесена до особливих «речдоків».
Через місяць слідство було завершено. 27 грудня 1937 року Особлива нарада в протоколі N 398 зафіксувала присуд: «Лупана Леоніда Сильвестровича за контреволюційну діяльність ув'язнити у виправтрудтабір строком на п'ять років, рахуючи строк з 20.10. 1937 р.»

## Табірне життя
З того часу почалося нове життя, поневіряння по таборах, важка фізична праця. Леонід продовжував вірити в те, що це помилка, що влада розбереться. Не зважаючи на фізичну, моральну втому продовжував писати, творити. Не полишав надії на дострокове звільнення.
Леоніда пригнічує почуття вини перед сім'єю, від якої відривав шматок хліба, навчаючись у школі, технікумі, університеті. «Дуже прошу Вас простити мені, — звертався до матері 24 квітня 1938 р. — Може, я ще колись таки зумію принести Вам крихту радощів. А якщо й ні, то Галя й Юрко оддячать уже за трьох разом. Вони, я вірю, будуть щасливіші, ніж я, їм не прийдеться стільки переболіти душею, стільки перетерпіти, не знаючи навіть, за що ж його, власне, терпіти, кому це потрібно?
…А ще вложіть у посилку хоч пучечок квітів — хай нагадують вони мені весну на Україні, Поділля…»
У цей час почалося переслідування сім'ї Леоніда. Був заарештований Іван Федорович. Забрали прямо з уроку, привезли додому, щоб зібрав речі. Мати радила втікати через вікно. «Жалко вас», — прозвучало у відповідь. Леонід знав методику дій НКВС, тому в одному з листів запитав: «Чи не лежить батько знову в Кам'янець-Подільській лікарні, як восени 1930 року?» А він справді втрапив до Кам'янець-Подільської в'язниці, де саме й переживав тюремні допити. Сім'я «ворога народу», відповідно до встановлених правил, протягом 48 годин мусила покинути Завадівку, перебратися за стокілометрову зону від кордону. Ніна Корнилівна з Юрою переїхали до Хмільника.
А тим часом із 10 березня 1938 року у Леоніда почалося нове життя: барак, пилка, сокира, «друзі по нещастю», робота на лісоповалі. Жалівся, що «огрубілі руки одвикають од пера, набуті роками знання вивітрюються». Спілкування із зовнішнім світом обмежувалося двома листами на місяць. Можна надіслати ще одного трикутника, але для цього треба стати стахановцем, тобто втратити не тільки волю, а й рештки здоров'я. На звороті конверта обов'язково потрібно було зазначати: «Лупан Леонід Сильвестрович. Особлива нарада, к-р д., 5 років». Без такого напису лист до адресата не доходив.
Вогкий клімат, важка робота, люті морози, абияке харчування руйнували навіть міцний молодий організм. У серпні 1940 року Леонід уперше поскаржився, що болять і хитаються зуби.
Доведений до цілковитого фізичного та нервово виснаження, Лупан тяжко захворів. Почастішали серцеві напади, а ще страшніше — відкрився туберкульоз. Ще десь мерехтіла надія на звільнення. Але тільки мерехтіла… Її остаточно згасило рішення суду. 31 липня 1942 року замість звільнення Лупану додали новий строк — 5 років таборів. Змучений поет не витримав. 16 січня 1944 року його не стало. Складений табірною службою акт повідомляє, що «цього дня о 20-й годині в стаціонарі помер інвалід I групи Л. С. Лупан, 29 років від роду». Причина смерті — порок серця і туберкульоз в активній формі.
Так трагічно завершився життєвий і творчий шлях молодого поета, не встигнувши розквітнути в повну силу.
Сім років нестерпних фізичних і духовних мук убили талановитого поета, не давши розквітнути на повну силу його творчим можливостям.
Через десятиліття, через тюремні табори до нас дійшло 64 вірші Леоніда Лупана. Зокрема, написав він поеми «Кармалюк у фортеці» (1935) і «Дорога у вічність» (1937). А ще 37 згадує він у щоденниках, листах. А скільки ж їх конфісковано, знищено, втрачено?..

## Леонід Лупан і Олесь Гончар
Свого часу, коли вони були письменниками-початківцями, Леонід Лупан товаришував з Олесем Гончарем. Все життя Олесь Гончар пам'ятав про свого друга, цінував спогади про щирі і змістовні стосунки.
Молоді автори не просто листувалися, вони аналізували творчість один одного, давали поради, підтримували. Олесь Гончар захоплювався творчістю молодого побратима, про що пише в листі до Лупана від 9 жовтня 1935 року: «Пісня твоя мені сподобалась, як Тичинина. Ти їй-бо будеш народним поетом. Така лірика, теплота, простота і без грами фальшу. Кінець ти дуже вдало змінив, яскраво виступає глибока ідея. От тільки назва дуже розпливчаста — „Пісня“…
… Про тебе в „Літгазеті“ читав. Хлопці говорили, що твій вірш бачили у „Вістях“ (ти вже тут популярний), а я ще не читав. Завтра почитаю.
Присилай, Льоню, університетський альманах. Дуже чекаю. 3 найщирішими вітаннями твій Олесь Гончар».
Леонід Лупан, в свою чергу, теж високо оцінює талант Гончара. Про це свідчать його запису в щоденнику. Ось від 29 жовтня 1935 року є запис: «Бісовий хлопчисько (Гончар), „стахановець“ він чи ні, а прозаїком буде. Гляди, Коцюбинського нашого великого замінить» або «Молодець Олесь, я завжди вірю в нього».
У виданні епістолярної спадщини Олеся Гончара подано лист до Леоніда Лупана від 3 листопада 1935 року. Він досить короткий за змістом, проте надзвичайно насичений інформативно:
Найдорожчий мій друже!

Дуже ти перебільшуєш своє заблудження на шлях «стилізації» народних пісень. Правда, я в цьому не особливо кумекаю, але все ти добре пишеш. А з заблудження швидко вийдеш, коли вже зрозумів, у чому «собака зарита». Ти досить розумний, щоб перебудуватися.
Дуже я задоволений твоєю критикою на «Легенду». Надзвичайно цінні вказівки! Я обов'язково реалізую всі твої зауваження.
Я тільки ще раз попрошу тебе завжди строго, відверто говорити про мої речі. Бо я твою думку ставлю високо. А то ти говориш  «Легенда» хороша, а мені не віриться, здається, тут за цим словом ховається ввічливість друга. Цього не треба.
Тепер про назву до твоєї збірки. З десятка проектів, які ти підносиш мені, я б вибрав «Березень» або «Співанки» (можна ще «Співанки мого покоління»).
Прощай, мій найдорожчий друже.

Твій Олесь Гончар».
Уже на завершенні свого життєвого шляху Олесь Гончар писатиме подільському письменнику, члену обласної організації НСПУ А. М. Коляновському: «В часи юності був у мене товариш з Дунаєвецького району Леонід Лупан, талановитий поет, та, на жаль, і його — як і багатьох — поглинула невситенна тоталітарна північ… Студентом Київського університету забрали його (тільки за те, що любив Україну!) і погубили десь, не дали розкритись талантові».

## Твори
1. Добірка поезій. — журнал «Вітчизна», 1962, № 5
2. Кармалюк у фортеці; Колгоспна осінь; Ніч над Збручем; Дорога у вічність // Зорі крізь грати: вибр. вірші репресованих і замовчуваних поетів. — Хмельницький, 1994. — С. 41-50.
3. Дорога у вічність. — Хмельницький: Поділля, 1995. — 116 с.
4. Лист до сестри; Горе людини; Ой не плач, моя люба // Поділ. вісті., 26.10.1995